# Super Polsat
Super Polsat – polski kanał telewizyjny należący do Telewizji Polsat, nadający od 2017 roku, z założenia powstały z myślą o osobach niepełnosprawnych.

## Oferta programowa
Głównym założeniem kanału było nadawanie programów znanych z anteny głównej Polsatu z napisami (dla osób niesłyszących), audiodeskrypcją (dla osób niewidzących) oraz lektorem języka migowego.
W ramówce stacji pojawiają się przede wszystkim programy z archiwum Polsatu: rozrywkowe (m.in. Celebrity Splash!, Dancing with the Stars. Taniec z gwiazdami, Hell’s Kitchen. Piekielna kuchnia, The Brain. Genialny umysł, Top Chef, Kabaret na żywo, Must Be the Music. Tylko muzyka, Twoja twarz brzmi znajomo, Śpiewajmy razem. All Together Now, The Story of My Life – Historia naszego życia, World of Dance Polska) i seriale  (m.in. Przyjaciółki, Hotel 52, Powiedz TAK!, Skazane, Niania w wielkim mieście, W rytmie serca, To nie koniec świata, Ślad, Kowalscy kontra Kowalscy, Mecenas Porada). Ramówkę wzbogacają m.in. seriale amerykańskie, w tym Chirurdzy, Jednostka 19, CSI: Kryminalne zagadki Nowego Jorku, CSI: Cyber czy filmy fabularne.
Okazjonalnie stacja transmituje wydarzenia sportowe (m.in. mecze piłki nożnej oraz siatkówki). W ofercie stacji znalazły się także powtórkowe lub retransmitowane serwisy informacyjne.
Początkowo w weekendy na kanale pokazywano klasyki polskiego kina powojennego (z napisami dla niesłyszących).

## Programy własne stacji
Magazyny telewizyjne i seriale dokumentalne
- Flesz integracja[5] (2018)
- Linia życia. Niepokonani[6] (2019–2020)
- Małe wielkie marzenia[7] (ok. 2018)
- Misja weteran[8] (ok. 2019–2020)
- Największe śledztwa CBŚP[9] (2024)
- Pozytywka Supermagazyn[10] (ok. 2018–2019)
- Rolniczki (2024)[11]
- Serca dwa[12] (ok. 2020–2021)
- Sołtysi (2023)[13]
- SuperLudzie[14] (2017–2019)  Osobny artykuł: SuperLudzie.
- Wyprawy Wojownika (od 2024)

Reality show / docu-soap / docu-reality
- Dagmara szuka męża (2023) – reality show z udziałem Dagmary Kaźmierskiej

Reality show
- Bitwa o palety[15] (2024) – polska wersja formatu Return Masters

Programy popularnonaukowe
- Kopernik była kobietą[16] (od 2020[17][18])

Teleturnieje
- Joker[19] (2017–2018)  Osobny artykuł: Joker (polski teleturniej).
- Łowcy nagród[20] (2020)
- Taxi kasa[21] (2018; dawniej w TV4)  Osobny artykuł: Taxi kasa.

Seriale fabularne
- Miasto długów (2020) – serial kryminalny emitowany od 19 października[22] do 10 grudnia 2020 roku, produkowany przez przedsiębiorstwo TFP. Serial emitowano od poniedziałku do czwartku o 19.00; w roku 2020 ukazały się 32 odcinki produkcji.
- Pierwsza klasa (2018) – serial paradokumentalny oparty na niderlandzkim oryginale „Brugklas” na licencji Tuvalu Media[23]. 79 odcinków serialu udostępniano w okresie październik 2017–marzec 2018 w serwisie ipla, następnie serial wyemitowano w 40 epizodach na antenie Super Polsatu (między 2 lipca a 24 sierpnia 2018 roku)[24].
- Akademik (2021)[25]
- Tatuśkowie (2021)[26]
- Święty (2022; wcześniej w TV4)[27] Osobny artykuł: Święty (polski serial telewizyjny).

## Identyfikacja wizualna
6 kwietnia 2020 roku zmieniono logotypy oraz oprawy graficzne kilku kanałów grupy Polsat, w tym Super Polsatu. 30 sierpnia 2021 roku ponownie zmieniono logotyp i oprawę graficzną wraz z sąsiednimi kanałami Grupy Polsat.

### Logo
| Data wprowadzenia | Opis | Ilustracja |
| ----------------- | --- | ---------- |
| 2 stycznia 2017   | Standardowe logo Polsatu, a w pomarańczowej części wyśrodkowany napis „SUPER”, nad nim w prawym górnym rogu znak ✓. Poniżej napis „POLSAT” w czerwonym prostokącie. Na ekranie logo półprzezroczyste. |            |
| 6 kwietnia 2020   | Logo podobne do poprzedniego. Znak ✓ zastąpiony wyśrodkowanym charakterystycznym słońcem (jak w przypadku głównego Polsatu). Pod nim pogrubiony napis „SUPER” z zaostrzonymi końcówkami litery U. Dolna część bez zmian. Na ekranie logo półprzezroczyste. W wersji HD po prawej stronie znajdował się bordowy kwadrat z dopiskiem „HD”, a napis „SUPER” został zwężony i przesunięty w lewo. W wersji HD znajdował się czerwony kwadrat z napisem „HD” w prawej górnej części logotypu. |            |
| 30 sierpnia 2021  | Żółto-pomarańczowe paski tworzące kulę, pod nimi pomarańczowy napis „super polsat”. |            |

Na czas żałoby narodowej logo przybiera kolor czarny.

## Dostępność
Nadawanie rozpoczął 2 stycznia 2017 roku. Wszedł w skład drugiego multipleksu naziemnej telewizji cyfrowej, zastępując na nim Polsat Sport News. 15 maja 2017 roku rozpoczął nadawanie w standardzie HDTV drogą satelitarną.

## Krytyka
2 stycznia 2017 roku kanał Super Polsat został ulokowany na pozycji 84. platformy Cyfrowy Polsat, przenosząc kanał TV Puls na pozycję 157. W marcu 2017 roku Telewizja Puls wystąpiła do KRRiT o unieważnienie koncesji na nadawanie kanału Super Polsat z uwagi na niestosowanie się do niej, co groziło zakończeniem nadawania kanału:

(…) Super Polsat nie jest kanałem wyspecjalizowanym gdyż – mimo wniosku Telewizji Polsat Sp. z o.o. – nie wykazuje się „udziałem 75% audycji skierowanych do osób niepełnosprawnych ze szczególnym uwzględnieniem osób dotkniętych dysfunkcją narządu wzroku oraz słuchu”. Stan ten potwierdza monitoring, który wykazuje, że kanał Super Polsat nie oferuje audycji realizujących jego wyspecjalizowany charakter, a jedynie jest wyposażony w techniczne udogodnienia towarzyszące dla osób niepełnosprawnych w postaci drugiej ścieżki audio lub teletekstu. Wynika z tego, że koncesja została zmieniona na kanał pozornie wyspecjalizowany dla osób niepełnosprawnych. W istocie bowiem jest to kanał ogólnotematyczny, któremu towarzyszą w osobnym od programu sygnale udogodnienia dla widzów z dysfunkcją wzroku lub słuchu. Zestawiane zaś w programie audycje nie wykazują się treściami dotyczącymi problemów osób niepełnosprawnych.
Właściciel kanału Super Polsat deklarował, że „realizacja specjalizacji skupiać się będzie na zaoferowaniu widzom niepełnosprawnym większości audycji z udogodnieniami dla osób niepełnosprawnych z powodu dysfunkcji narządów wzroku i słuchu oraz na doborze filmów, audycji rozrywkowych, popularnonaukowych, seriali, w których prezentowane będą osoby i problemy wiążące się z tematyką niepełnosprawności.” A ta deklaracja nie ma pokrycia w rzeczywistości.
Analiza ramówki programu Super Polsat wskazuje, że jest to oferta powtórek audycji znanych z ramówki głównego kanału Polsat, w tym programów rozrywkowych, seriali i koncertów, uzupełnionych udziałem 5% audycji sportowych (transmisje z meczów siatkówki, piłki nożnej i koszykówki). W tym kształcie ramówka w 100% odpowiada ogólnotematycznemu charakterowi programu, a nie programowi o charakterze wyspecjalizowanym, wymaganym od art. 4 pkt 13 w zw. z pkt 6 ustawy o radiofonii i telewizji.
Oczywiste jest, że decyzja o zastąpieniu kanału Polsat Sport News nową propozycją Super Polsat w systemie naziemnej telewizji cyfrowej spowodowana była niskim wynikiem oglądalności stacji – 0,47% udziału w rynku w I półroczu 2016 roku (AGB. Nielsen). (…)

14 marca 2017 roku Telewizja Polsat uznała zarzuty TV Puls za absurdalne, mówiąc, że Super Polsat nadawany jest zgodnie z koncesją.